# Wilhelm Zimmermann (Mediziner)
Wilhelm Zimmermann (* 14. September 1811 in Darmstadt; † 3. März 1895 ebenda) war ein deutscher Arzt und Revolutionär.

## Werdegang
Wilhelm Zimmermann war der Sohn des Kirchendieners der Stadtkirche Darmstadt Johann Andreas Zimmermann und dessen Frau Anna Marie geb. Krug. Wilhelm Zimmermann wurde in der Turmstube der Kirche geboren, was ihm zeitlebens den Spitznamen „der Höchstgeborene“ einbrachte. Ab dem Jahr 1821 besuchte er in Darmstadt das Gymnasium. Er erhielt Privatunterricht in Englisch und Französisch. Nach dem Abitur begann er am 15. Mai 1830 ein Medizinstudium an der Ludwigs-Universität in Gießen. Das Wintersemester 1831/32 und das Sommersemester 1832 studierte er an der Königlichen Universität zu Würzburg. Das Studium wurde durch Arbeiten im Darmstädter Lazarett und als preußischer Feldunterarzt in Mainz unterbrochen. In Mainz lernte er offenbar seine spätere Frau kennen.
Im Mai 1837 legte er die ärztliche Staatsprüfung in Gießen ab und am 14. August wurde er dort zum Dr. med. promoviert. Anschließend praktizierte er in Darmstadt und hatte Patienten auch aus dem Odenwald.

## Politisches Wirken
Zimmermann war Mitbegründer des Darmstädter Volkslesevereins, dessen späterer Vorsitzender er war. Der Volksleseverein war eine demokratisch-republikanische Bewegung. Anfang Mai 1849 wurden von dem Volksleseverein, dem Arbeiterverein, dem Märzverein und demokratischen Teilen der Bürgerwehr die „Schwarzen Schützen“ gegründet. Damit versuchten die Demokraten der hessischen Provinzen Oberhessen und Starkenburg die Badischen Aufständischen zu entlasten und um die an der Bergstraße „zum Schutz von Darmstadt und Frankfurt“ versammelten Truppen unter Druck zu setzen. Die Ernennung des Wehrausschusses wurde maßgeblich von Zimmermann veranlasst. Er erkannte, dass „nur die schnelle Verbreitung der pfälzischen und badischen Bewegung über Hessen und weiter nach Norden hinaus der Erhebung zum Siege verhelfen könne“. Der Wehrausschuss legte „Zimmermann […] die unbeschränkte Gewalt in die Hände“.

### Teilnahme am Ober-Laudenbacher Gefecht
Am 23. Mai 1849 nahm Zimmermann an einer Versammlung in Erbach im Odenwald teil, an der eine „Forderung des hessischen Volkes“ an die Regierung des Großherzogtums Hessen in Darmstadt verabschiedet und unter anderem zu einer bewaffneten Volksversammlung in Unterlaudenbach für den folgenden Tag aufgerufen wurde. Da der Bürgermeister des badischen Dorfes Unterlaudenbach die Volksversammlung nicht duldete, zogen die 3000 bis 8000 Revolutionäre in das benachbarte, nur wenige hundert Meter entfernte, hessische Ober-Laudenbach. Dort kam es dann zu einem Disput zwischen Christian Prinz, dem Vorsitzenden der Regierungskommission des Regierungsbezirks Heppenheim und Zimmermann. Prinz war zusammen mit drei Kompanien des in Heppenheim stationierten 3. Großherzoglich-Hessischen Infanterie-Leibregiments Nr. 117 und einem Zug des 4. Infanterie-Regiments, alle unter dem Befehl von Oberst Georg Dingeldey, kurz nach 17 Uhr in Ober-Laudenbach angekommen. Nach Darstellung von Zimmermann wies Prinz darauf hin, dass bewaffnete Volksversammlungen verboten seien. Er hätte die Revolutionäre aufgefordert ihre Waffen niederzulegen. Er, Zimmermann, hätte erwidert, dass sich die Revolutionäre im Recht befänden, da die Regierung die Paulskirchenverfassung gebrochen habe, das Volk sich in einem Akt der Notwehr befinde und die Volksbewaffnung seit der Revolution statthaft sei. Als beide Seiten einen friedlichen Rückzug vereinbarten, kam es auf dem Rückzug von Prinz zu Pferd zu einem Angriff auf ihn durch die Freischärler, bei dem er tödlich verletzt wurde. Dingeldey ließ seine Truppen nun das Feuer eröffnen. 13 Revolutionäre starben. 107 Gefangene nahmen Dingeldeys Truppen. Den Festgenommenen und ihren Anführern wurde der Prozess gemacht. Am 21. Dezember 1852 wurde Zimmermann wegen „hochverrätherischer Verschwörung und der Vorbereitung zum Hochverrath, des Landesverraths, sowie der Anstiftung zum Aufruhr und der bewaffneten Theilnahme daran […] zu lebenslänglicher Zuchthausstrafe“ verurteilt.

### Exil und Rückkehr
Mit einer Flucht nach Zürich entzog er sich der Zuchthausstrafe. Er ging dann nach Valenciennes in Nord-Ost-Frankreich. Dort arbeitete er als Cholera-Arzt. Bis zum Jahr 1870 betrieb er eine florierende orthopädische Heilanstalt in Paris. Für seinen Einsatz gegen Cholera erhielt er von Kaiser Napoleon III. eine große silberne Gedenkmünze. Auf der Vorderseite steht Napoléon III à Monsieur Zimmermann und auf der Rückseite Pour récompense de Cholera. In seinem Pariser Exil, in der Rue du Faubourg St. Honoré 30, schrieb er seine Erinnerungen an das Ober-Laudenbacher Gefecht unter dem Titel Der Tag von Ober-Laudenbach nieder.
Einige Jahre nach der Amnestie von 1862 kehrte Zimmermann wieder nach Hessen zurück; zunächst nach Bad Homburg. Im Jahr 1879 ging er dann in Bessungen – seinerzeit eine Nachbargemeinde von Darmstadt – in Ruhestand.
Am 14. August 1887 erhielt Zimmermann anlässlich seines 50-jährigen Doktor-Jubiläums eine Diplomerneuerung.

## Nachwirken
Nach Zimmermann wurde am 22. Dezember 1982 im Darmstädter Stadtteil Kranichstein der Zimmermannweg benannt.

## Veröffentlichungen
- W. Zimmermann: Der Tag von Ober-Laudenbach. Ein Beitrag zur Geschichte der Revolutions-Jahre 1848–1849. Schneider, Mannheim 1866.